# Labské Chrčice
Labské Chrčice är en ort i Tjeckien.   Den ligger i regionen Pardubice, i den centrala delen av landet, 70 km öster om huvudstaden Prag. Labské Chrčice ligger 204 meter över havet och antalet invånare är 140.
Terrängen runt Labské Chrčice är platt. Runt Labské Chrčice är det ganska glesbefolkat, med 31 invånare per kvadratkilometer. Närmaste större samhälle är Kolín, 15,2 km väster om Labské Chrčice. Omgivningarna runt Labské Chrčice är en mosaik av jordbruksmark och naturlig växtlighet.